# Bhrigu
U hinduističkoj mitologiji, Maharishi Bhrigu (Bhṛgu) bio je veliki drevni mudrac te jedan od sinova velikog boga Brahme. Živio je u doba Manua, koji je bio praotac ljudi u hinduizmu. Bhrigu, rođen iz Brahminog uma, poznat je i kao autor djela naziva Bhrigu Samhita, koje se smatra klasičnim hinduističkim astrološkim priručnikom.
Supruge mudraca Bhrigua su Khyati (kći boga Dakshe) i Kavyamata (Usana). Khyati i Bhrigu su roditelji dvojice sinova i jedne kćeri, čije je ime Lakšmi. Shukra — guru asura te bog planeta Venere — sin je Bhrigua i Kavyamate, dok je Bhriguu njegova ljubavnica Puloma rodila mudraca Chyavanu. Mudrac Jamadagni je bio Bhriguov potomak i otac mudraca Parashurame, avatara Višnua.